# Banite
Banite (in bulgaro Баните?) è un comune bulgaro situato nella regione di Smoljan di 6 521 abitanti (dati 2009). La sede comunale è nella località omonima.

## Località
Il comune è formato dall'insieme delle seguenti località:
- Banite (sede comunale)
- Bosilkovo
- Davidkovo
- Dve topoli
- Debeljanovo
- Drjanka
- Gălăbovo
- Glogino
- Krăstatica
- Malka Arda
- Malko Kruševo
- Orjahovec
- Planinsko
- Riben dol
- Slivka
- Stărnica
- Trave
- Vălčan dol
- Višnevo
- Zagražden